# Malabang
Malabang is een gemeente in de Filipijnse provincie Lanao del Sur in het noorden van het eiland Mindanao. Bij de laatste census in 2007 had de gemeente ruim 41 duizend inwoners.

## Geografie

### Bestuurlijke indeling
Malabang is onderverdeeld in de volgende 37 barangays:
| - BPS Village - Bacayawan - Badak Lumao - Bagoaingud - Banday - Betayan - Boniga - Bunk House - Cabasaran - Calibagat - Calumbog - Campo Muslim - China Town | - Corahab - Diamaro - Inandayan - Jose Abad Santos - Lamin - Mable - Macuranding - Madaya - Mananayo - Manggahan - Masao - Matalin | - Matampay - Matling - Montay - Pasir - Pialot - Rebocun - Sarang - Sumbagarogong - Tacub - Tambara - Tiongcop - Tuboc |

## Demografie
Malabang had bij de census van 2007 een inwoneraantal van 41.024 mensen. Dit zijn 7.847 mensen (23,7%) meer dan bij de vorige census van 2000. De gemiddelde jaarlijkse groei komt daarmee uit op 2,97%, hetgeen iets hoger is dan het landelijk jaarlijks gemiddelde over deze periode (2,04%). Vergeleken met de census van 1995 is het aantal mensen met 12.184 (42,2%) toegenomen.

De bevolkingsdichtheid van Malabang was ten tijde van de laatste census, met 41.024 inwoners op 198,1 km², 207,1 mensen per km².